# Ньив-Веннеп
Ньив-Веннеп (нидерл. Nieuw-Vennep) — город в Нидерландах, в общине Харлеммермер провинции Северная Голландия.
22 сентября 1863 года Хутрийк-эн-Поланен и Зюйдшальквейк были присоединены к муниципалитету из которых Зюйдшальквейк был впоследствии аннексирован городом Харлем.
Во время строительства Канала Северного моря (завершено в 1867 году) большие участки залива Эй были огорожены дамбами и превращены в польдеры, тем самым значительно увеличив площадь муниципалитета. С другой стороны, Haarlemmerliede en Spaarnwoude уступил большие площади городам Харлем и Амстердам в 1927, 1963 и 1970 годах.
1 января 2019 года муниципалитет Харлеммерлиде-эн-Спарнвауде был упразднен и вошел в состав общины Харлеммермер.

## Галерея

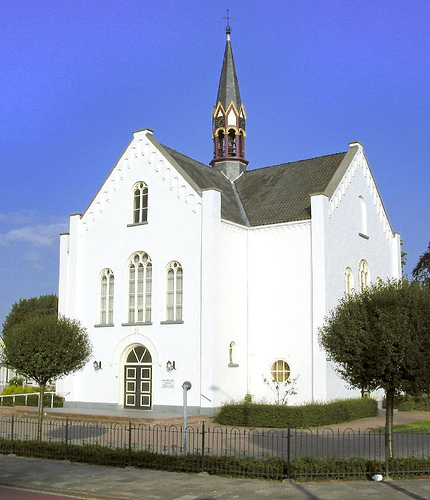
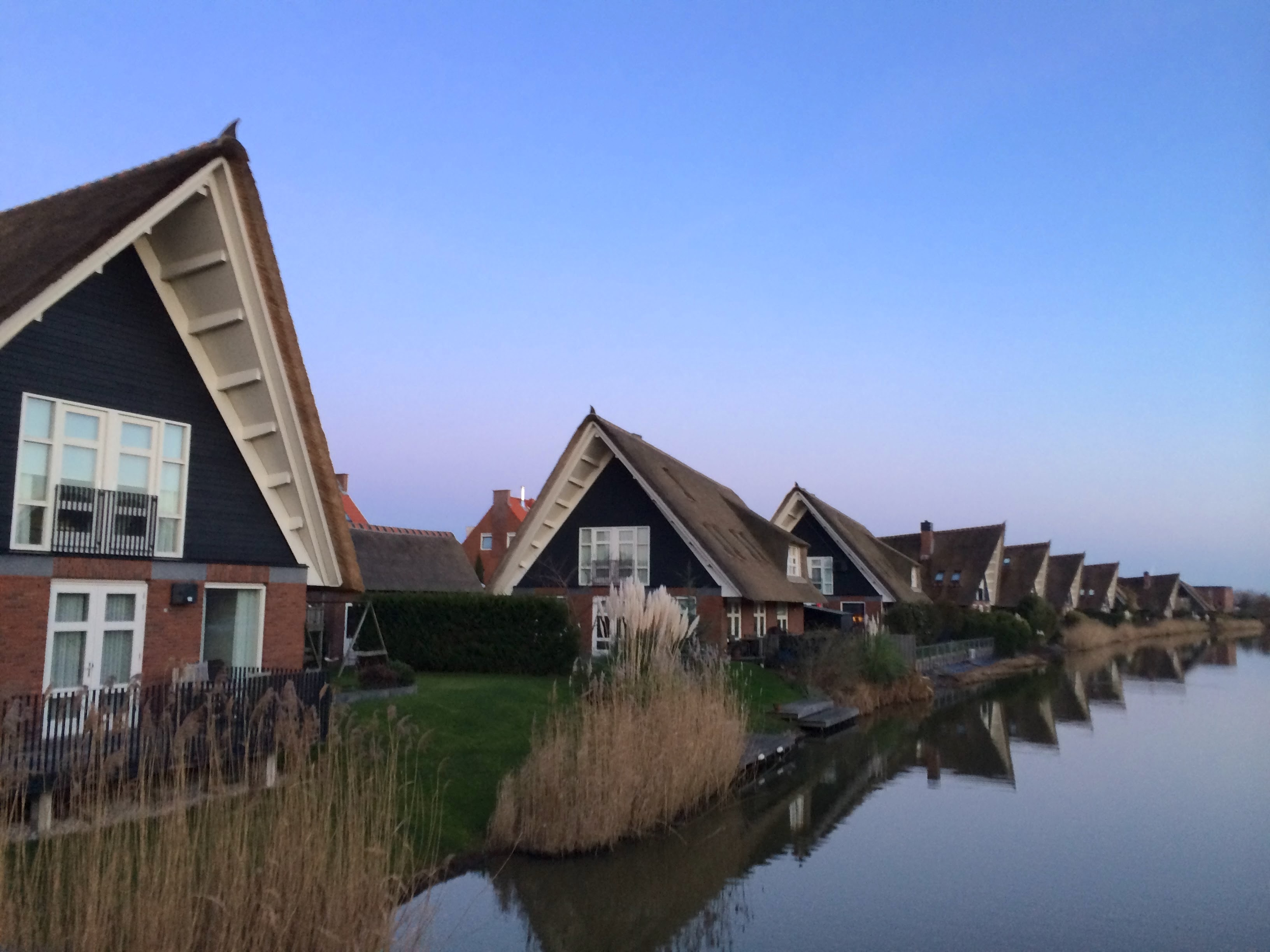
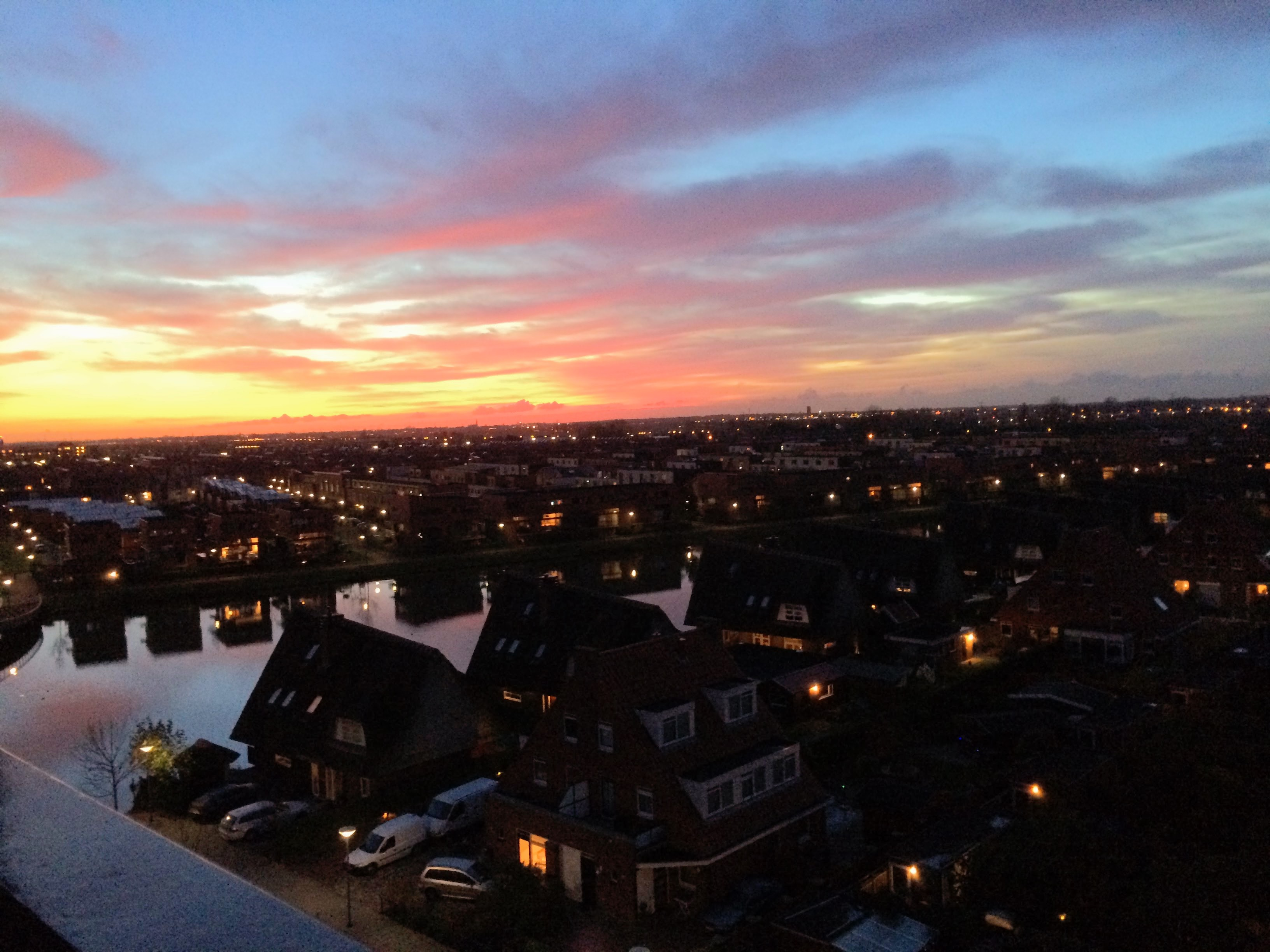